# Bernhard Breloer
Bernhard Breloer (* 8. November 1894 in Herne; † 20. April 1947 in Tiflis) war ein deutscher Indologe und Rechtswissenschaftler.

## Leben und Wirken
Bernhard Breloer war der Sohn eines Mühlenbesitzers in Recklinghausen. Er studierte bei Hermann Jacobi und Willibald Kirfel in Bonn sowie bei Wilhelm Geiger in München Indologie, zudem Klassische Philologie und Musikwissenschaft. Ab 1920 war er Mitglied der katholischen Studentenverbindung KDStV Ripuaria Bonn. Im Jahr 1921 wurde er in Philologie promoviert. Anschließend arbeitete er in Berlin bei Josef Partsch auf dem Gebiet des indischen Rechts; im Jahr 1927 wurde er in Bonn ein weiteres Mal promoviert, diesmal zum Doktor der Rechte. In demselben Jahr folgte eine Habilitation für Indologie in Berlin. 1935 übernahm er dort den Lehrstuhl für indische Philologie in Nachfolge von Heinrich Lüders.
In seiner philologischen Dissertation zeigte er die pentatonischen Grundlagen der indischen Musik auf. Im Rahmen seiner juristischen Studien behandelte er unter anderem Fragen des Grundeigentums sowie der Finanz- und Wirtschaftsverwaltung im alten Indien, etwa in seinen Arbeiten zu Kautalya.
Breloer war aktiver Anhänger des Nationalsozialismus und übte in seiner Funktion als Dekan der Fakultät in Berlin auch Druck auf Fachkollegen und Schüler aus.
1939 zog Breloer, der bereits im Ersten Weltkrieg gekämpft hatte, als Offizier ins Feld, womit seine akademische Karriere endete. Er starb 1947 in sowjetischer Kriegsgefangenschaft an den Folgen von Unterernährung.